# Seeds of Change
Seeds of Change è un album solista del chitarrista statunitense Kerry Livgren, pubblicato nel 1980, quando era ancora membro dei Kansas. In questo album Livgren si avvale della collaborazione di alcuni suoi compagni di band nei vari brani.

## Tracce

### LP
Lato A
1. Just One Way (Kerry Livgren)
2. Mask of the Great Deceiver (Kerry Livgren)
3. How Can You Live (Kerry Livgren)
4. Whiskey Seed – 7:08 (Kerry Livgren)

Lato B
1. To Live for the King (Kerry Livgren)
2. Down To the Core (Kerry Livgren)
3. Ground Zero (Kerry Livgren)

## Formazione

### Membri ufficiali
- David Pack - voce
- Kerry Livgren - chitarra, organo, voce
- Brendan O'Brien - tastiera[2]
- Paul Goddard, basso
- Barriemore Barlow - batteria

### Ospiti
- Ronnie James Dio - voce, in Mask of the Great Deceiver e To Live for the King
- Robby Steinhardt - violino, in Ground Zero
- Dave Hope - chitarra, in Down To the Core
- Steve Walsh - voce, in How Can You Live
- Mylon LeFevre - cori, in Whiskey Seed e How Can You Live
- Phil Ehart - percussioni, in Whiskey Seed
- John Acock - pianoforte, in Just One Way